# Lupara (Italia)
Lupara è un comune italiano di 392 abitanti della provincia di Campobasso, in Molise. Sorge su una collina che declina alla sinistra del fiume Biferno, a 505 M s.l.m..

## Origini del nome
Il paese agli inizi dell'anno mille veniva chiamato Luparia. La più ovvia interpretazione di tale denominazione fa risalire il nome alla forte presenza di lupi nell'agro. Un'altra ipotesi fa risalire l'etimologia al nome di un'erba (chiamata appunto "luparia"), ed infine una terza ipotesi fa risalire il nome a "Lup-erc-aria", dal rito pagano in onore del dio Luperco.

## Monumenti e luoghi d'interesse

### Castello medievale
Sovrastante il paese con la sua imponenza, l'edificio ha subito vari processi di trasformazione, ma è ancora delineabile l'antica struttura risalente all'anno mille circa, quando ne era in possesso Ugone Marchisio, signore di Lupara e Castelbottaccio.

### Chiesa di Santa Maria Assunta
Situata in Via del Tempio (che prende nome certamente dalla presenza di antichi insediamenti religiosi antecedenti all'attuale struttura), nella parte alta del paese insieme ai resti dell'antico castello. Di datazione incerta, sappiamo che la sua consacrazione è avvenuta il 20 maggio 1694 grazie a una lapide collocata all'ingresso dell'edificio. Grazie a documenti sappiamo che la chiesa aveva un'unica navata fino al 1734, anno in cui vennero aggiunte le due navate laterali, completate nel 1853. Vi si accede tramite una doppia scalinata che termina con una balaustra. La struttura è completamente costruita in pietra e presenta in facciata tre portali, corrispondenti alle tre navate. Nella navata di sinistra ci sono tre altari decorati, dedicati all'Addolorata, Le Anime del Purgatorio e Sant'Antonio, attualmente in fase di restauro, sui quali vi sono alcune scritte indecifrabili probabilmente di fine ‘600. Nella stessa navata è collocato un antico fonte battesimale del 1544, che presenta la rappresentazione simbolica dei sacramenti. Nella navata di destra ci sono due altari dedicati a San Giuseppe e Santa Filomena. La parte presbiterale è leggermente rialzata rispetto all’aula della chiesa e proprio qui è stato possibile rinvenire tracce di un'antica colonna, nascosta sotto un pilastro, che faceva parte della struttura originaria della chiesa. La copertura della chiesa è a botte, invece nella zona presbiteriale è a crociera. Nella parte posteriore della chiesa è collocato il campanile, che faceva parte dell’antico castello, attualmente ridotto in ruderi. Ad oggi la chiesa è inagibile a causa del terremoto del Molise del 2002.

### Chiesa di San Nicola
Ristrutturata dopo il terremoto del 2002, la chiesa è ubicata nella piazza principale del paese. Attualmente è diventata una cappella anche se un tempo era la prima chiesa del paese. È la sede della Congrega del SS. Rosario. Il Masciotta, nei suoi scritti, ritiene che essa sia addirittura antecedente alla chiesa madre, avendo subito numerose modifiche nel corso della storia.

### Antico mulino ad acqua
Il mulino (in dialetto locale ù m'l'niell') è sito a ridosso dell'area naturalistica denominata "Vallone" ed è in fase di ristrutturazione l'antico ponte che attraversa il vallone e anche il ripristino delle vasche di accumulo, che ne permettevano il funzionamento.

## Società

### Evoluzione demografica
Abitanti censiti

## Amministrazione
Di seguito è presentata una tabella relativa alle amministrazioni che si sono succedute in questo comune.
| Periodo           | Periodo           | Primo cittadino        | Partito                              | Carica      | Note  |
| ----------------- | ----------------- | ---------------------- | ------------------------------------ | ----------- | ----- |
| 30 novembre 1986  | 21 maggio 1990    | Giuseppe Ciccarelli    | Partito Comunista Italiano           | Sindaco     | [ 6 ] |
| 21 maggio 1990    | 19 dicembre 1990  | Roberto Iacoponi       | Democrazia Cristiana                 | Sindaco     | [ 6 ] |
| 19 dicembre 1990  | 28 maggio 1991    | Cristina Marzano       |                                      | Comm. pref. | [ 6 ] |
| 28 maggio 1991    | 10 giugno 1996    | Roberto Iacoponi       | lista civica                         | Sindaco     | [ 6 ] |
| 10 giugno 1996    | 17 aprile 2000    | Pasqualino Morinelli   | Partito della Rifondazione Comunista | Sindaco     | [ 6 ] |
| 17 aprile 2000    | 5 aprile 2005     | Pasqualino Morinelli   | lista civica                         | Sindaco     | [ 6 ] |
| 5 aprile 2005     | 30 marzo 2010     | Giovanni Giacomodonato | lista civica                         | Sindaco     | [ 6 ] |
| 30 marzo 2010     | 1º giugno 2015    | Pasqualino Morinelli   | lista civica                         | Sindaco     | [ 6 ] |
| 1 giugno 2015     | 20 settembre 2020 | Pasqualino Morinelli   | lista civica: Insieme si cresce      | Sindaco     | [ 6 ] |
| 20 settembre 2020 | in carica         | Pasqualino Morinelli   | lista civica: Insieme si cresce      | Sindaco     | [ 6 ] |